# Heinkel HE 12
Хейнкель HE 12 (нем. Heinkel HE  12) — немецкий почтовый самолёт.

## Создание и эксплуатация
В 1928 году компании Norddeutscher Lloyd и Lufthansa заказали Heinkel разработку почтового самолёта и катапульты для запуска его с борта лайнера. В 1929 году был изготовлен легкий почтовый самолёт HE 12 на базе военного гидросамолёта Heinkel HE 9. HE.12 представлял собой двухместный низкоплан, оснащённый двигателем Pratt & Whitney Hornet мощностью 450 л. с. Самолёт мог перевозить до 200 килограмм почты.
HE.12 совершил первый полёт 22 июля 1929 года. Самолёт был запущен с помощью катапульты типа K2 с лайнера «Бремен», когда судно находилось на расстоянии 400 км (250 миль) от Нью-Йорка. Через 2,5 часа HE.12 достиг пункта назначения. На следующий день самолёт уже вернулся на лайнер.
1 августа, в ходе обратного плавания «Бремена», HE.12 катапультировался близ Шербура. После запуска самолёт преодолел расстояние в 800 км до Бремерхафена.
Самолёт использовали до 5 октября 1931 года, когда в результате аварии он был серьёзно повреждён. В дальнейшем он был заменён самолётом Junkers Ju 46.

## Лётно-технические характеристики
| Модификация                 | HE.12                       |
| Размах крыла, м             | 16,80                       |
| Длина, м                    | 11,56                       |
| Высота, м                   | 4,55                        |
| Площадь крыла, м²           | 48,46                       |
| Масса, кг                   |                             |
| пустого самолёта            | 1580                        |
| нормальная взлетная         | 2600                        |
| Тип двигателя               | 1 ПД Pratt & Whitney Hornet |
| Мощность, л. с.             | 1 х 450                     |
| Максимальная скорость, км/ч | 216                         |
| Крейсерская скорость, км/ч  | 180                         |
| Практическая дальность, км  | 1600                        |
| Практический потолок, м     | неизвестно                  |
| Экипаж, чел                 | 2                           |
| Полезная нагрузка:          | 200 кг почты                |